# Laurent Martin (compositeur)
Pour les articles homonymes, voir Laurent Martin et Martin.
Laurent Martin est un compositeur français de musique contemporaine, né le 6 juin 1959 à Toulon.
Il est par ailleurs directeur du conservatoire de Saint-Cloud (Hauts-de-Seine).

## Biographie

### Formation
Laurent Martin suit des études au Conservatoire national supérieur de musique de Paris à la fin des années 1980, où il est l’élève d'Alain Bancquart, Betsy Jolas, Michel Philippot et Gérard Grisey.  

### Style
Auprès de Alain Bancquart et Gérard Grisey, Laurent Martin fait siennes les questions de sa génération sur la micro-tonalité. En une trentaine d'œuvres pour diverses formations, il montre la cohérence et la souplesse d'un langage original. L’Ensemble 2e2m lui dédie sa saison 2005 en créant et reprenant de nombreuses pièces. Parmi les autres collaborations notables du compositeur, le Quatuor Arditti crée deux de ses œuvres, l'Ensemble Fa, l'Orchestre philharmonique de Radio France ou l'Orchestre de Cannes, mais aussi des artistes d'autres univers musicaux comme le chanteur basque Beñat Achiary ou la chanteuse japonaise de chikuzen biwa, Junko Tahara. 

## Quelques œuvres
En 2007, son catalogue comprend une trentaine d'œuvres pour tous effectifs.
- Légendes, (2006), Concerto pour violon, huit voix et ensemble, créé à Marseille par Alexis Galpérine, les Solistes de Lyon - Bernard Tetu et l'Ensemble 2e2m
- Quintette avec Harpe, (2005) Créé à Saint-Paul de Vence par les Solistes de Cannes
- Zinta Dantza, (2005) pour voix et éclectronique, créé à Louhossoa par Beñat Achiary
- Quatuor à cordes n°2, (2004) créé à Bayonne par le Quatuor Arditti
- 7 Chemins de Joël,(2004) pour violon et 3 instruments à vent, créé au Mont Saint-Michel par l'Ensemble 2e2m
- Toute volée, (2003) pour piano, créé à Tokyo par Eiko Shiôno
- 6 poèmes japonais,(2002) pour voix et 2 guitares en quarts de tons, créé à Kyoto par Junko Tahara, Caroline Delume et Wim Hoogewerf
- Il Tuffatore, (2000) pour voix et orchestre, créé à Toulouse par Elizabeth Laurence et l'Orchestre de Cannes
- Sextuor, (1999) créé à Corbeil par l'Ensemble Fa
- 3 Poèmes de Caeiro, (1999)  pour baryton et Ensemble Créé à Paris par Pascal Sauzy et l'Ensemble 2e2m
- Stentor, (1998)  pour 13 musicien, créé à Madrid par l'Ensemble 2e2m
- 9 Miniatures, (1998) pour violon et violoncelle créé à Paris par Dominique Féret et Hervé Derrien
- Quatuor de Saxophones, (1997) créé à Valence (Esp.) par le Quatuor Distéma
- Seraï (1997) pour 7 instruments créé à Thessalonique par l'Ensemble Fa
- Iguales (1996) Ballet pour Quintette à vent et percussions créé à Caen par l'Ensemble de Basse-Normandie
- Leucade (1995) pour voix et orchestre, créé à Paris par Elizabeth Laurence et l'Orchestre Philharmonique de Radio-France
- Quatuor à cordes n°1 (1994) Créé à Rome par le Quatuor Arditti
- Tranquillo barbaro, (1994) pour 10 instruments créé à Paris par l'Ensemble l'Itinéraire
- Italiques, (192-96) pour flûte et clarinette créé à Rome par Manuel Zurria et Paolo Ravaglia
- Narcisse, (1990) pour clarinette et bande créé à Londres par Pierre Dutrieu

Seules les toutes premières œuvres du compositeur sont éditées.

## Discographie
- Une monographie de l'Ensemble 2e2m dirigé par Paul Méfano, contenant :
  - Tranquillo Barbaro, Narcisse, Italiques, Stentor, 9 Miniatures. Publié en 2001  par ASSAI. 10 de Répertoire, 5 Diapasons, 4* Monde de la Musique, Coup de cœur de l'Académie Charles Cros, Recommandé par Répertoire...

- Une monographie produite par la Galerie Baudouin Lebon, contenant :
  - 7 Chemins de Joël pour violon, flûte, trompette et trombone, composé pour une exposition des œuvres du peintre Joël Kermarrec et créé dans les souterrains du Mont-Saint-Michel par l'Ensemble 2e2m.
- Légendes et Poèmes japonais publié par Inactuelles - Tschann Librairie 2014, Alexis Galperine, violon et Ensemble 2e2m, Junko Tahara, voix, Caroline Delume et Wim Hoogewerf, guitares en quarts de tons